# Rydal (Szwecja)
Rydal – miejscowość (tätort) w Szwecji, w regionie administracyjnym (län) Västra Götaland, w gminie Mark.
Według danych Szwedzkiego Urzędu Statystycznego liczba ludności wyniosła: 415 (31 grudnia 2015), 430 (31 grudnia 2018) i 432 (31 grudnia 2019).